# Dere Street

Verlauf der Dere Street (blau)

Die Dere Street war eine Römerstraße zwischen Eboracum, dem heutigen York, und Perthshire im heutigen Schottland. Sie war die Hauptverbindungsstraße zwischen dem Norden Englands und Schottland. Zahlreiche moderne Straßen wie die A1 road folgen bis heute in Teilen ihrem Verlauf.

## Name
In der Antike wurde die Dere Street in Anlehnung an Gnaeus Iulius Agricola, den langjährigen römischen Statthalter von Britannien, u. a. via agricola genannt. Der heutige Name Dere Street leitet sich vermutlich vom anglischen Königreich Deira ab.

## Verlauf
Von York aus verläuft die Dere Street über Aldborough nach Catterick, wo sie den Swale quert. Über Bishop Auckland erreicht sie schließlich Corbridge, in dessen Nähe sie die Stanegate sowie den Tyne kreuzt. Vorbei an Rochester (Kastell Bremenium) sowie über den Hadrianswall durchquert die Dere Street die Cheviot Hills, bevor sie nahe dem Firth of Forth am Antoninuswall endet.